# Carmànor
Carmànor (en grec antic Καρμάνωρ) va ser, segons la mitologia grega, un sacerdot de la ciutat de Tarrha, a l'illa de Creta que acollí, segons explicaven els cretencs, Apol·lo i Àrtemis després que els déus venceren la serp Pitó, els purificà i es consagrà al seu culte. També va ser ell qui acollí a casa seva els amors d'Apol·lo i Acacalis.
Va ser pare d'Eubul i de Crisòtemis.